# Austrotritia gibba
Austrotritia gibba är en kvalsterart som beskrevs av Bayoumi och Sandór Mahunka 1979. Austrotritia gibba ingår i släktet Austrotritia och familjen Oribotritiidae. Inga underarter finns listade.